# 미우라 마사코
미우라 마사코(일본어: 三浦 雅子 みうら まさこ[*], 1959년 11월 29일 ~ )는 일본의 여성 성우. 오이타현 우스키시 출신. 아트비전 소속.

## 출연 작품
- 고깔 모자의 메모루 - 신시아
- 금붕어 주의보 - 우미노 타미코
- 괴물군
- 기동신세기 건담 X - 여성B,메이드A
- 날아라 호빵맨 - 바나나맨
- 타이거 마스크 2세 - 공항 아나운서
- 안녕! 샌디벨 - 카트린느 공주
- 은하질풍 사스라이거 - 수지
- 요코야마 미츠테루 삼국지 - 사도 장온의 일족 영령
- 장난꾸러기 신 이야기 코로코로 포론 - 포론
- 꿀벌 마야의 모험 - 토마스,흰개미,화이트
- 사이코아머 고바리안 - 아치카 리사
- 세인트 세이야 - 엘레네
- 슈퍼꼬마 퍼맨 - 사와다 미치코
- 시티헌터2 - 오카베 나오미
- 마루코는 아홉살 - 노무라 아츠코,이토 유미코,사사야마 카즈코,츠지하시 토시코 외 단역
- 투장 라면맨 - 아이린
- 케로케로케로피 - 케로리누